# Indios del Bóer
Uniformes
Les Indios del Bóer est un club nicaraguayen de baseball basé à Managua. Les Indios disputent leurs rencontres à domicile au Stade national Dennis Martínez, enceinte de 30 100 places inaugurée en 1948. Le club est tenant du titre national professionnel nicaraguayen.

## Histoire

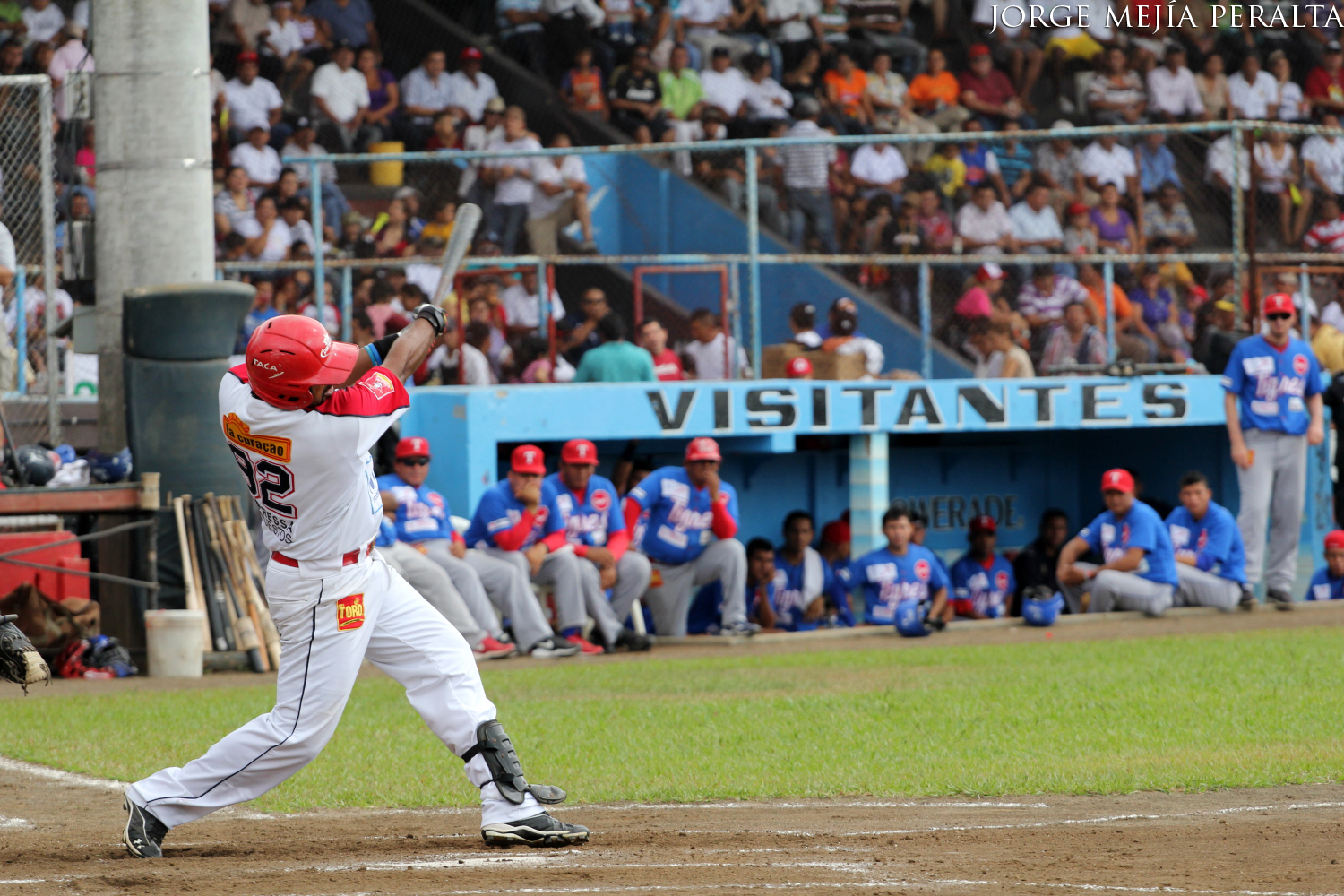
Joueur des Indios frappe la balle.

Le club est fondé en 1905 sur l'initiative de l'Américain Carter Donaldson et du Nicaraguayen Francisco Rodriguez « Caparro ».
Avec six titres professionnels et douze titres amateurs, le club est le plus titré du baseball nicaraguayen. Boer enlève ainsi le premier championnat national amateur organisé en 1912.
Le 28 janvier 2011, les Indios remportent leur sixième titre national professionnel en écartant en finale les Tigres de Chinandega[réf. souhaitée].

## Palmarès
- Champion du Nicaragua (professionnel) (6) : 1963, 1964, 1966, 2007, 2008 et 2011.
- Champion du Nicaragua (amateur) (12) : 1912, 1917, 1918, 1919, 1932, 1938, 1940, 1955, 1995, 1996, 1998 et 2002.